# Loya jirga de 2003
La loya jirga se reunió en Kabul, Afganistán, el 14 de diciembre de 2003, para considerar la propuesta de la Constitución de Afganistán. Originalmente planeada para durar diez días y con una concurrencia de 502 delegados, la asamblea no aprobó el estatuto hasta el 4 de enero de 2004. Como ha sido generalmente el caso con estas asambleas, el respaldo se realizó por consenso en lugar de una votación. La última constitución de Afganistán fue redactada para la República Democrática de Afganistán en noviembre de 1987.

## Redactando la Constitución
El Acuerdo de Bonn de diciembre de 2001 requirió que Afganistán redactara y adoptara una nueva constitución en un período de dos años. En octubre de 2002, el presidente interino Hamid Karzai (impuesto en el cargo en el Acuerdo de Bonn) nombró una comisión de redacción constitucional de nueve miembros, presidida por el entonces vicepresidente Nematullah Shahrani. Durante los siguientes seis meses, este organismo redactó una nueva constitución, basada en gran medida en la Constitución afgana de 1964. El borrador inicial, escrito principalmente por Abdul Salam Azimi (quien se convertiría en Presidente del Tribunal Supremo de Afganistán en 2006) no fue objeto de consultas políticas en profundidad. En abril de 2003, el presidente interino Karzai aprobó un decreto que designa una nueva Comisión Constitucional de 35 miembros y establece un proceso de consulta pública. Esta comisión viajó ampliamente por todo el país y reformuló el borrador, que no se lanzó al público hasta noviembre de 2003, solo unas semanas antes de la fecha prevista para el inicio de la Convención Constitucional (Loya Jirga). Este proceso fue apoyado por varias instituciones internacionales que proporcionaron fondos, principalmente a través de las Naciones Unidas, y expertos.

## Selección de los delegados de Loya Jirga
En julio de 2003, un decreto presidencial describió el proceso para la selección de delegados para la Loya Jirga Constitucional (CLJ), declarando que habría 500 delegadas, 344 elegidas por un sistema de elección de delegados a nivel de distrito, 64 mujeres elegidas por este método a nivel provincial, 42 delegados de  refugiados, comunidades nómadas y minoritarias, y 50 personas (25 hombres, 25 mujeres) nombrados por el presidente Karzai. Los delegados incluyeron activistas como Shukria Barakzai, que hacían campaña por los derechos de las mujeres.

## Problemas abordados
Las cuestiones que involucraron un debate sustancial incluyeron si Afganistán debería tener un sistema presidencial o parlamentario, si el Dari o el Pastún debería ser el idioma oficial y si se reconocerían otros idiomas locales, si el exrey Mohamed Zahir Shah debería mantener el título de "padre de la nación", cómo abordar los derechos de las mujeres, si Afganistán debería ser una economía de mercado libre y si la educación superior debería ser gratuita.
El debate más acalorado rodeó la cuestión del sistema presidencialista contra el parlamentario. El presidente interino, Hamid Karzai, apoyó un proyecto de constitución que creó un sistema presidencial, que proporcionaría una figura elegida a nivel nacional que podría dirigir efectivamente el poder ejecutivo. Otros argumentaron que para un país étnicamente diverso que venía de años de conflicto, un modelo de poder compartido con un presidente fuerte presentaba la mejor esperanza para la unidad nacional y la reconciliación. En un momento dado, el presidente Karzai amenazó con que no se postularía para el cargo en 2004 si se creara un sistema parlamentario o un Sistema semipresidencial. Miembros del  grupo Tayikos quienes dominaban la Alianza del norte acusaron a Karzai de comprar a sus oponentes con promesas de posiciones influyentes en un gobierno postelectoral. El 1 de enero, la loya jirga se derrumbó cuando cerca de la mitad de la asamblea, compuesta principalmente por Uzbekos, Tayiko, Hazara y Turcomanos todas minorías, boicotearon la única boleta, obligando al presidente Sibghatullah Mojaddedi a pedir un aplazamiento de 2 días.

## Elección de presidente, comités
La Loya jirga se convocó el 14 de diciembre, debajo de una gran carpa en la recién reformada universidad técnica de Kabul. En las ceremonias de apertura, una docena de niños con varios trajes tradicionales ondeaban banderas afganas y cantaban canciones de paz, incluyendo "Somos palomas, esperando la paz, estamos cansados de pelear". El exrey Mohamed Zahir Shah se dirigió a la asamblea. Luego, Mojaddedi fue elegido presidente, obteniendo 252 votos, sobre los 154 de Abdul Hafiz Mansoor. Los diputados fueron elegidos, pero excluyeron a las mujeres. Muchas de las 114 delegadas femeninas protestaron por no estar representadas en la secretaría. Para calmar sus preocupaciones, Mojaddedi designó a Safia Sediqi para el cuarto puesto de diputada y a otras dos mujeres como asistentes de diputados.
Los miembros de las comisiones constitucionales, la corte suprema y otros funcionarios del gobierno, y los miembros de las comisiones legales y de derechos humanos podían asistir, pero no votar. Los gobernadores provinciales y los oficiales de policía, administración y militares de alto rango fueron excluidos del proceso. Los delegados se dividieron entre diez comités para considerar las enmiendas al proyecto de constitución, que se presentaron a un consejo de reconciliación. Poderosos líderes de la milicia habían estado entre los grupos, a menudo dominando el proceso.
Al tercer día, Malalai Joya, una delegada de provincia de Farah, fue desalojada temporalmente, quejándose de que los señores de la guerra aún estarían a cargo del nuevo gobierno. Su micrófono estaba apagado cuando sugirió que algunos de los líderes deberían ser juzgados en un tribunal internacional. Permaneció bajo protección de las ONU durante varios días debido a amenazas de muerte. La Sra. Joya suscitó controversia cuando condenó la asignación de posiciones de influencia en el consejo a ciertos líderes de facciones, incluidos el expresidente Burhanuddin Rabbani y Abdul Rasul Sayyaf, un islamista profundamente conservador.

## Discurso histórico de Malalai Joya
El 17 de diciembre de 2003, Malalai Joya, de 25 años, pronunció el siguiente discurso que recibió una amplia cobertura en los medios de comunicación a nivel internacional:

"Mi nombre es Malalai Joya de la provincia de Farah. Con el permiso de los estimados asistentes, y por el nombre de Dios y los mártires de colores del camino de la libertad, me gustaría hablar por un par de minutos".

"Mi crítica a todos mis compatriotas es que por qué están permitiendo que la legitimidad y legalidad de este Loya Jerga se cuestionen con la presencia de esos delincuentes que trajeron a nuestro país a este comité.

"Siento lástima y siento mucho que aquellos que llaman a Loya Jerga una base infiel equivalente a la blasfemia después de venir aquí, sus palabras sean aceptadas, o por favor vean los comités y sobre qué susurra la gente. El presidente de cada comité ya está seleccionado. ¿Por qué no lleva a todos estos criminales a un comité para que veamos lo que quieren para esta nación? Estos fueron los que convirtieron a nuestro país en el núcleo de las guerras nacionales e internacionales. Eran las personas más anti-mujeres en la sociedad que querían [hace una pausa] que trajeron a nuestro país a este estado y tienen la intención de volver a hacer lo mismo. Creo que es un error probar los que ya están siendo probados. Deben ser llevados a la corte nacional e internacional. Si son perdonados por nuestra gente, los afganos descalzos, nuestra historia nunca los perdonará. Todos están registrados en la historia de nuestro país ".

## Ratificación
Después de semanas de debate y polémica, una huelga de la presidencia y cientos de delegados, y docenas de enmiendas, la loya jirga ratificó la constitución sin votar, pero por consenso, el 4 de enero de 2004.
Muchos delegados se quejaron de que el proceso no tenía criterios específicos, que no se seguían las reglas de procedimiento y que los delegados no estaban debidamente preparados o educados sobre los problemas. También hubo quejas de que muchas de las decisiones más importantes fueron tomadas por la milicia y los líderes del partido, los favoritos de Karzai y representantes internacionales, como el enviado de Estados Unidos Zalmay Khalilzad, detrás de escena.
Una película documental, "Hell of a Nation", producida y dirigida por Tamara Gould, Bonnie Cohen y John Schenk, y transmitida en la serie "Wide Angle" de PBS cubrió en detalle el proceso constitucional afgano.